# 通信と放送の融合
通信と放送の融合（つうしんとほうそうのゆうごう）は、インターネット網のブロードバンド化や放送インフラのデジタル化および、衛星放送（特にBSデジタル放送）の普及に伴い、主に通信と放送を連携させたサービスが進展したり、通信業界と放送業界の相互参入が進展したりする現象を指す。

## 制度的な融合

### 通信と放送の制度的境界
現在の日本の法制度では、放送は放送法第2条第1号により「公衆によつて直接受信されることを目的とする無線通信の送信」と定義され、電気通信は電気通信事業法第2条第1号により「有線、無線その他の電磁的方式により、符号、音響又は影像を送り、伝え、又は受けること」と定義されている。
一般的に、通信は放送よりも広義の概念とされ、通信の中の特殊類型が放送であるとされる。

### 総務省のガイドライン
通信衛星（CS）を利用した映像配信サービスが普及してきたことに伴い、郵政省（現：総務省）では1997年12月に「通信衛星を利用した通信・放送の中間領域的な新たなサービスに係る通信と放送の区分に関するガイドライン」 を策定した（後の2001年12月にガイドライン改定を実施）。
このガイドラインでは、「通信と放送を区分する基準、すなわち、通信から放送を切り分ける基準については、公衆に直接受信させることを送信者が意図していることが、送信者の主観だけでなく客観的にも認められるかどうかを判断することにある。」とし、サービスを通信であるか放送であるか判断する基準として
1. 送信者と受信者の間の紐帯（ちゅうたい）関係の強さの程度、受信者における属性の強さの程度
2. 通信の事項（通信の事項が送信者と受信者の紐帯関係や受信者の属性を前提としているかどうか）
3. 情報伝達方式の秘匿性
4. 受信機の管理
5. 広告の有無

の5つの基準を挙げている。これらの中で直接的な判断基準は1・2であり、3 - 5はそれらを補う間接的な判断基準であるとしている。

### 総務省の新たな取組み
総務省は、2005年10月に就任した竹中平蔵のもと、「通信・放送の在り方に関する懇談会」を開催すると2005年12月27日報道機関に発表した。報道発表資料 によれば、下記の5点を主な検討内容の柱とする方針。
- 国民の視点から見た通信・放送の問題点
- いわゆる通信と放送の融合・連携の実現に向けた問題点
- それらの問題が生じる原因
- 通信・放送及びいわゆる融合・連携のあるべき姿
- 望ましい行政の対応のあり方

## 技術的な融合

### 放送サービスの高度化による通信との連携
通信分野においては、インターネット網のブロードバンド化や光ファイバー通信(FTTH/FTTx）の普及発展により放送に類似した通信サービスが実現されつつある一方で、放送分野においては、放送のデジタル化に伴うサービスの高度化により、通信と連携したサービスが出現した。
- 情報化社会を背景として、通信分野におけるデータ通信に対応した、放送分野からのデータ放送への参入。
- 本来は同軸ケーブルによる放送設備であるケーブルテレビにおける、双方向CATVの導入によるブロードバンドインターネット接続や、固定電話サービスの導入。
- 上記データ放送の流れをくみ、衛星デジタル放送や地上デジタル放送における、BMLによるウェブブラウザの一般化。

- インターネット・ブロードバンド関連技術
  - 1本の光ファイバーに、データ通信と放送搬送波との双方を波長分割多重技術により多重化し、FTTH/FTTxにより視聴者ユーザ宅まで届ける。（光放送）
  - ブロードバンド回線においてインターネットプロトコルを用いた自動公衆送信。（IP放送）
  - インターネット送信による放送類似サービス。（インターネットテレビ・インターネットラジオ）
  - インターネット動画向けのテレビ（スマートテレビ）。
  - リアルタイムに放送信号をIP信号へMPEG-4変換するハードウェア「ロケーションフリー」がソニーより発売された。

- ファクシミリ放送、サテラビュー、モバHO!、データ多重放送（ADAMS、ビットキャスト）、衛星デジタル独立データ放送、双方向番組、BSデジタル音声放送、ワンセグ、NOTTV、i-dio、地上デジタル音声放送など、一時期ニューメディアと称された系譜の事業は、一時期ワンセグ搭載フィーチャーフォンが普及したのを除けば短期間で頓挫したものが多い。背景のひとつにインターネットの急速な発展がある。

## 業界的な融合

### ネット業界による放送事業への参入
2000年代に急成長を遂げるインターネット業界が、放送業界が持つ豊富なコンテンツ資産やコンテンツ制作力に着目し、参入を試みるケースが増えた。例としては、ライブドアによるニッポン放送買収騒動や、楽天によるTBSの買収騒動と提携交渉等が挙げられる。UCXのようにCS放送で基幹放送事業者になったケースもある。
IT企業が地上波民間放送局の経営を手掛けた事例としては「NOTTV」（2016年サービス終了）と、2021年にラジオ大阪と資本業務提携を締結したDONUTS（ライブ配信・動画コミュニティアプリの「ミクチャ」を運営）がある。

### 放送業界による配信事業への参入
- 2005年 - 日本テレビが映像配信サービス「第2日本テレビ」のサービスを開始した[4]。

- 2008年 - 米NBCユニバーサル、FOXエンターテイメントグループなどの合弁によるHuluがサービスを開始した。

- 2008年12月 - NHKのオンデマンド配信サービス「NHKオンデマンド」がサービスを開始した[5]。
- 2009年 - テレ朝動画がサービスを開始した[6]。

- 2014年 - Huluは日本向けサービスを日本テレビに事業譲渡した[7]。

- 2015年10月 - 在京民放キー局5社が共同出資する広告付き動画配信サービス「TVer」がサービスを開始した[8]。

- 2016年 - サイバーエージェントがテレビ朝日と共同出資したAbemaTV（現：ABEMA）がCSテレビ放送のような多チャンネルのライブ動画配信サービスを開始した。

- 2020年4月 - NHKの常時同時配信サービス「NHKプラス」が正式にサービスを開始した[9]。
- 2022年4月 - 在京・在阪の民放キー局計10社が地上波放送の一部をTVerで同時配信するサービスを開始した[10]。
- 2023年8月 - NHKはインターネット配信を放送と並ぶ「必須業務」に格上げする方針を決定した[11]。

### 通信衛星事業者と有料放送管理事業者の経営・事業統合
2007年4月、通信衛星分野におけるアジア最大手のJSATと、既に日本唯一のプラットフォーム事業者（現在は有料放送管理事業者）となっていたスカイパーフェクト・コミュニケーションズ（スカパー）は、両社の完全親会社となる持株会社のスカパーJSAT（初代、2008年6月に商号変更し現・スカパーJSATホールディングス）を設立し経営統合。その持株会社は、2008年3月に通信衛星事業者の宇宙通信を買収、CS国内放送インフラは同社グループによる独占状態となり、同年10月には事業子会社のJSAT・宇宙通信・スカパーの3社を合併させ、スカパーJSAT（2代）に。事業としても統合となった。

## コンテンツの融合

### ネットを利用した放送番組の配信
通信と放送の融合と、インターネット利用者からの放送サービスをネット経由で視聴したいとのニーズを受け、2000年代から第2日本テレビなどの模索がされてきた。
総務省は情報通信審議会に設けられた地上デジタル放送推進に関する検討委員会（主査：村井純慶應義塾大学教授）において、ネットを利用した地上デジタル放送の配信の可否やその在り方が検討した。
通信・放送の在り方に関する懇談会が、「（NHKの）番組アーカイブをブロードバンド（高速大容量）上で積極的に公開すべき」との方針を打ち出したことで、総務省がNHKのネット進出容認へ向けた方向で動き出すことになった。
2015年に民放各局出資によるTVerが開始された。また2015年から東京メトロポリタンテレビジョンが「エムキャス」として、2020年からNHKの地上波が「NHKプラス」として、同時ネット配信が行われており、2020年10月からは日本テレビ系列がTVerによる常時同時配信（日テレ系リアルタイム配信）の3ヶ月間の試行に踏み切った。独立局では東京メトロポリタンテレビジョン（TOKYO MX）のYouTube公式パートナーなどがある。またテレビ局がYoutube等の既存の動画サイトにチャンネルを開設することも一般的となっている。

## 海外

### EU
EUでは、2002年に「電子通信ネットワーク」や「電子通信サービス」の概念を定めた電子通信規制パッケージ、2007年にコンテンツ規制の枠組みをテレビ放送（リニアサービス）からVOD等のノンリニアサービスにまで拡大した視聴覚メディアサービス指令が制定され、各加盟国が国内法制化を進めている。

### フランス
フランスでは通信については1952年の郵便・電気通信法典、放送については1986年の視聴覚通信法（正式名：通信の自由に関する1986年9月30日の法律）で規定されている。
1986年の視聴覚通信法は2004年のデジタル通信法により改正され、「公衆向けオンライン通信」と「視聴覚通信」の概念を統合し、「電子的手段による公衆向け通信」は原則自由とされた。

### ドイツ
ドイツでは通信については2004年の電気通信法、放送については放送に関する州間協定や州法で規定されている。
2004年の電気通信法により電子通信網の敷設や電子通信サービスの提供は一般認可制となった。